# Arnoldus Teunis van Wijngaarden
Arnoldus Teunis van Wijngaarden (Papendrecht, 29 juni 1819 – Medemblik, 20 februari 1900) was een Nederlands architect.

## Biografie

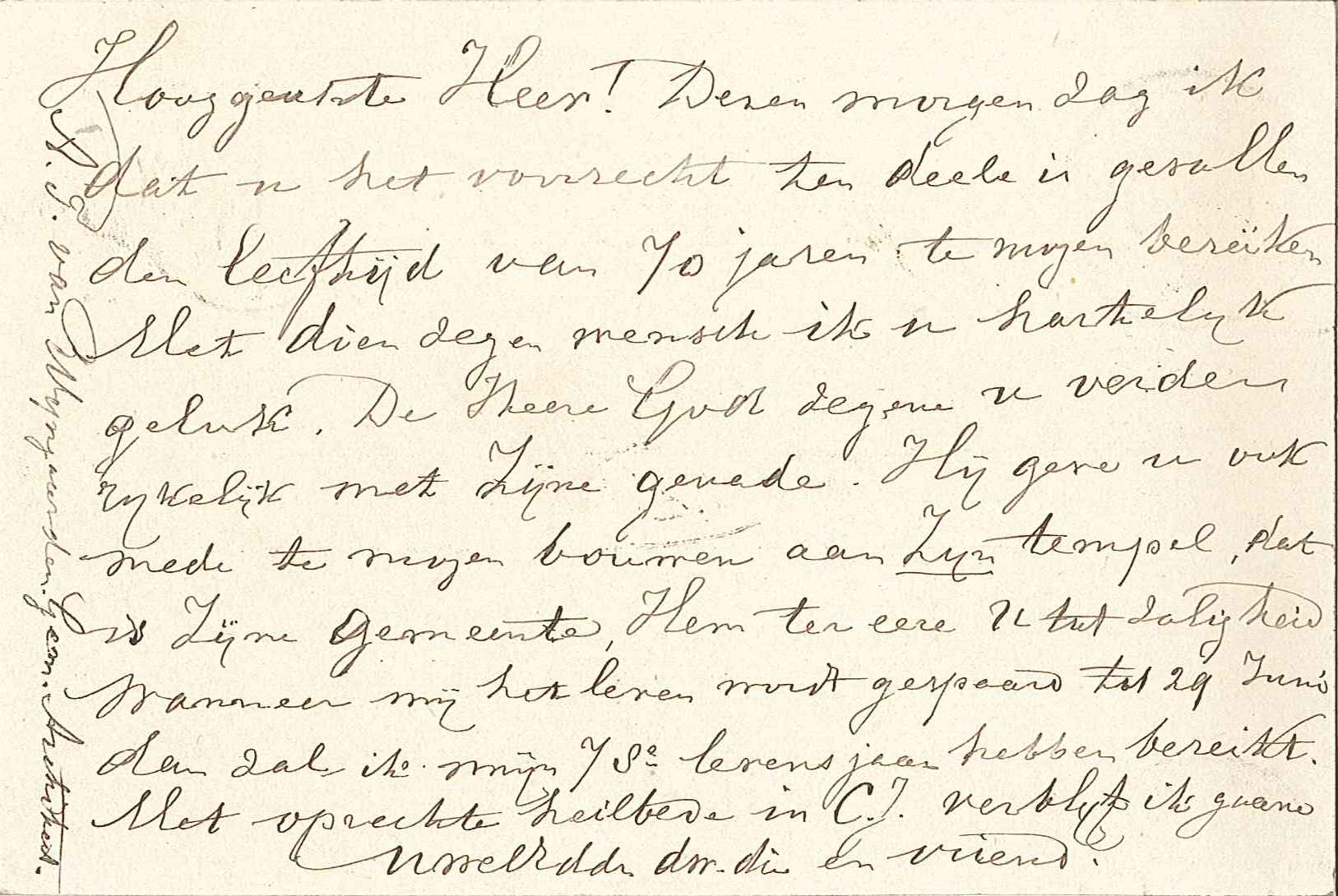
briefkaart van Arnoldus Teunis van Wijngaarden aan Pierre Cuypers

Van Wijngaarden was de zoon van een Papendrechtse timmerman/aannemer Cornelis van Wijngaarden en Geertrui Kriens. Hij was een kleinzoon van Johannes Kriens, aannemer van 's Rijkswerken, waaronder 's Lands Werf in Medemblik. In 1842 vertrok Van Wijngaarden naar Hoorn om mee te werken aan de herbouw van de Grote Kerk aldaar.
In 1845 werd Van Wijngaarden benoemd als stadsarchitect in Medemblik, waar hij meer dan 50 jaar het stadsbestuur adviseerde over nieuwbouw en restauratie van gebouwen, bruggen en havens. Hij was architect van het Rijkskrankzinnigengesticht; daarmee kreeg het kolossale Marine-instituut na decennialange leegstand weer een functie. In 1891 maakte hij de tekeningen voor de verbetering van de Oosterbuitenhaven en het Oudevaartsgat te Medemblik; de haven werd versterkt met basaltmuren en steenglooiingen.
A.T. van Wijngaarden was ook architect van vele raadhuizen, kerken, pastorieën, wees- en armenhuizen, post- en telegraafkantoren, scholen en onderwijzerswoningen in tientallen dorpen van West-Friesland. Zijn eclectische bouwstijl is vergelijkbaar met die van Pierre Cuypers, architect van het Rijksmuseumgebouw en het Centraal Station in Amsterdam. Van Wijngaarden onderhield ook correspondentie met Cuypers, die het Kasteel Radboud in Medemblik restaureerde (1890-1897).
Ter gelegenheid van zijn tweehonderdste geboortedag verscheen op 29 juni 2019 een boek met overzicht van zijn bouwwerken.

## Nageslacht
Arnoldus Teunis van Wijngaarden was getrouwd met Sijtje Dekema. Zij kregen 7 (volwassen) kinderen.
1. Cornelis Arnoldus (1846-1918) had in Weesp een bedrijf voor pakkingsringen voor de suikerindustrie in Nederlands-Indië.
2. Ebbo Dirk (1848-1888) stichtte een stoomtimmerbedrijf in Weesp.[2]
3. Geertruida Anna (1850-1929) trouwde met een onderwijzer (Kraan). Een van hun kinderen werd later architect in Leiden: Arnoldus Teunis Kraan.
4. Grietje (1852-1922) trouwde met een koopman (Van Vloodorp). Een van hun kinderen, Jan Hendrik van Vloodorp, was architect in Amsterdam.[3]
5. Arnoldus Teunis jr. (1853-1935) was stadsarchitect in Leeuwarden. Hij nam het bedrijf in Weesp over van zijn broer Ebbo Dirk na diens overlijden in 1888. Rond de eeuwwisseling werden meubels vervaardigd in de fabriek van Van Wijngaarden & Co. die versierd werden door Theo van Hoytema.[4]
6. Dirk Jan (1858-1917) was architect in Den Helder en mede-eigenaar van de stoomtimmerfabriek 'De Zwaluw'. Hij vertrok naar Nederlands Indie, was directeur Hotel van Wijk in Singapore, en overleed in Batavia.
7. Cornelia (1864-1945) trouwde met een Leidse timmerman (Filippo). Het echtpaar kocht eind negentiende eeuw twee dakpannen- en aardewerkfabrieken en introduceerde de stoommachine in het bedrijf, dat later gerund werd door hun zonen.

## Bouwwerken
Datum is de datum van aanbesteding (indien bekend); jaar is het jaar van (geschatte) oplevering.
| Plaatsnaam       | Datum      | Jaar | Gebouw                                                                                      | Type gebouw                | Opmerkingen                              | Afbeeldingen |
| ---------------- | ---------- | ---- | ------------------------------------------------------------------------------------------- | -------------------------- | ---------------------------------------- | ------------ |
| Twisk            | 1-12-1857  | 1858 | Schoolgebouw                                                                                | School/onderwijzerswoning  | afgebroken                               |              |
| Oostwoud         | 12-4-1860  | 1860 | Onderwijzerswoning                                                                          | School/onderwijzerswoning  |                                          |              |
| Oostwoud         | 25-5-1860  | 1860 | Pastorie Hervormde Gemeente                                                                 | Pastorie                   |                                          |              |
| Sijbekarspel     | 1-2-1861   | 1861 | Kerktoren                                                                                   | Kerk                       |                                          |              |
| Benningbroek     | 19-12-1861 | 1862 | Onderwijzerswoning                                                                          | School/onderwijzerswoning  |                                          |              |
| Opmeer           | 10-1-1862  | 1862 | Hervormde Kerk en Toren                                                                     | Kerk                       |                                          |              |
| Midwoud          |            | 1866 | Mariënhof                                                                                   | Burgemeesterswoning        | Woning                                   |              |
| Medemblik        |            | 1867 | Doopsgezinde Vermaning (aanpassingen)                                                       | Kerk                       | rijksmonument                            |              |
| Nieuwe Niedorp   | 21-1-1867  | 1867 | Pastorie Hervormde Gemeente                                                                 | Pastorie                   | rijksmonument en provinciaal monument    |              |
| Twisk            | 1-2-1867   | 1868 | Vermaning                                                                                   | Kerk                       | rijksmonument                            |              |
| Winkel           | 21-10-1867 | 1868 | Toren (vernieuwen) en kerkgebouw (herstellingen)                                            | Kerk                       |                                          |              |
| Nieuwe Niedorp   | 2-4-1867   | 1868 | Raadhuis                                                                                    | Gemeentehuis               |                                          |              |
| Midwoud          | 23-4-1867  | 1868 | Hervormde Kerk en Toren                                                                     | Kerk                       | rijksmonument                            |              |
| Hoogwoud         | 6-5-1868   | 1868 | Pastorie parochie van St. Jans Geboorte                                                     | Pastorie                   | in 1927 afgebroken en herbouwd           |              |
| Wognum           | 27-3-1868  | 1869 | Raadhuis                                                                                    | Gemeentehuis               |                                          |              |
| Wervershoof      | 7-7-1868   | 1869 | Raadhuis                                                                                    | Gemeentehuis               | in 1939 afgebroken en herbouwd           |              |
| Enkhuizen        | 23-2-1869  | 1870 | Kerk en pastorie, oud-bisschoppelijke Klerezy                                               | Kerk                       | beiden in 1906 afgebroken en herbouwd    |              |
| Winkel           | 21-12-1869 | 1870 | Onderwijzerswoning                                                                          | School/onderwijzerswoning  |                                          |              |
| Wognum           | 18-3-1870  | 1870 | Pastorie Hervormde Gemeente                                                                 | Pastorie                   | rijksmonument                            |              |
| Anna Paulowna    | 20-2-1871  | 1871 | Woonhuis en boerderij                                                                       | Woning                     | provinciaal monument                     |              |
| Wieringerwaard   | 5-7-1871   | 1871 | School en onderwijzerswoning (vergroten)                                                    | School/onderwijzerswoning  |                                          |              |
| Winkel           | 27-12-1871 | 1872 | Wees- en armenhuis, en boerderij                                                            | Wees- en armenhuis         |                                          |              |
| Wieringerwaard   | 4-3-1872   | 1872 | Pastorie Hervormde Gemeente                                                                 | Pastorie                   |                                          |              |
| Oostwoud         | 31-5-1872  | 1872 | Bewaarschool en woning                                                                      | School/onderwijzerswoning  |                                          |              |
| Barsingerhorn    | 6-7-1872   | 1872 | School                                                                                      | School                     |                                          |              |
| Aartswoud        | 14-3-1872  | 1873 | Pastorie Hervormde Gemeente                                                                 | Pastorie                   | rijksmonument                            |              |
| Medemblik        | 3-3-1873   | 1873 | Post- en telegraafkantoor                                                                   | Postkantoor                | in 1910 vervangen door nieuw postkantoor |              |
| Sijbekarspel     | 24-3-1873  | 1873 | School en onderwijzerswoning                                                                | School/onderwijzerswoning  |                                          |              |
| Medemblik        | 7-9-1874   | 1874 | Pastorie Doopsgezinde gemeente                                                              | Pastorie                   | afgebroken                               |              |
| Westwoud         | 2-10-1874  | 1875 | Hervormde Kerk en Toren, Westwoud                                                           | Kerk                       |                                          |              |
| Midwoud          | 20-3-1875  | 1875 | Naai- en breischool, onderwijzerswoning en kerkraadskamer Hervormde Gemeente                | School/onderwijzerswoning  | provinciaal monument                     |              |
| Barsingerhorn    | 23-9-1874  | 1876 | Wees- en armenhuis                                                                          | Wees- en armenhuis         |                                          |              |
| Nieuwe Niedorp   | 22-12-1875 | 1877 | Kerk                                                                                        | Kerk                       |                                          |              |
| Enkhuizen        | 5-9-1875   | 1877 | Diakonie-armenhuis                                                                          | Armenhuis                  | afgebroken                               |              |
| Abbekerk         | 22-1-1877  | 1877 | Woonhuis                                                                                    | Woning                     | in opdracht Jb. de Jong                  |              |
| Abbekerk         | 21-3-1877  | 1877 | Pastorie Hervormde Gemeente                                                                 | Pastorie                   |                                          |              |
| Medemblik        | 1-11-1877  | 1878 | Stadsburgerschool                                                                           | School                     | afgebroken                               |              |
| Kolhorn          | 1-12-1877  | 1878 | Gemeenteschool (vergroten)                                                                  | School/onderwijzerswoning  |                                          |              |
| Hensbroek        | 28-12-1877 | 1878 | Raadhuis                                                                                    | Gemeentehuis               |                                          |              |
| Midwoud          | 11-1-1878  | 1878 | Pastorie Hervormde Gemeente                                                                 | Pastorie                   |                                          |              |
| Midwoud          | 30-11-1877 | 1878 | Raadhuis (vergroten) en onderwijzerswoning                                                  | Gemeentehuis               | provinciaal monument                     |              |
| Winkel           | 29-7-1879  | 1880 | Post- en Telegraafkantoor                                                                   | Postkantoor                |                                          |              |
| Abbekerk         | 8-1-1880   | 1880 | School en onderwijzerswoning                                                                | School/onderwijzerswoning  |                                          |              |
| Benningbroek     | 3-12-1880  | 1880 | Consistoriekamer Hervormde Gemeente                                                         | Kerk                       |                                          |              |
| Benningbroek     | 23-3-1881  | 1881 | Vergroten en veranderen gemeenteschool                                                      | School/onderwijzerswoning  |                                          |              |
| Twisk            | 1-4-1881   | 1881 | School en onderwijzerswoning                                                                | School/onderwijzerswoning  | school is afgebroken                     |              |
| Oostwoud         | 27-4-1881  | 1881 | School                                                                                      | School/onderwijzerswoning  | school is afgebroken                     |              |
| Midwoud          | 27-4-1881  | 1881 | School                                                                                      | School/onderwijzerswoning  |                                          |              |
| Hoorn            |            | 1881 | Christelijk Gereformeerde Kerk                                                              | Kerk                       | Mariakapel                               |              |
| Medemblik        | 25-8-1881  | 1881 | Rijkskrankzinnigengesticht                                                                  | Rijkskrankzinnigengesticht |                                          |              |
| Lutjewinkel      | 17-1-1882  | 1882 | School en onderwijzerswoning                                                                | School/onderwijzerswoning  |                                          |              |
| Hauwert          | 7-2-1882   | 1882 | Pastorie Hervormde Gemeente                                                                 | Pastorie                   |                                          |              |
| Groetpolder      | 21-2-1882  | 1882 | School en onderwijzerswoning                                                                | School/onderwijzerswoning  |                                          |              |
| Medemblik        | 24-4-1882  | 1882 | Onderwijzerswoning (aanpassingen)                                                           | School/onderwijzerswoning  |                                          |              |
| Loenen a/d Vecht | 26-7-1882  | 1882 | Post- en telegraafkantoor                                                                   | Postkantoor                | rijksmonument                            |              |
| Enkhuizen        | 5-6-1882   | 1882 | Christelijke Gereformeerde Kerk en consistoriekamer (vergroten)                             | Kerk                       |                                          |              |
| Haarlem          | 18-6-1883  | 1883 | Christelijke Gereformeerde Kerk (vergroten)                                                 | Kerk                       | afgebroken                               |              |
| Medemblik        | 4-10-1883  | 1883 | Rijkskrankzinnigengesticht: ketelhuis, gasfabriek en bijbehorende werken, en portierswoning | Rijkskrankzinnigengesticht |                                          |              |
| Binnenwijzend    | 4-7-1884   | 1884 | School                                                                                      | School/onderwijzerswoning  |                                          |              |
| Opperdoes        | 19-7-1884  | 1884 | Gemeenteschool (aanpassingen)                                                               | School/onderwijzerswoning  | in 1967 afgebroken                       |              |
| Urk              | 22-1-1885  | 1885 | Christelijke Gereformeerde Kerk                                                             | Kerk                       | rijksmonument                            |              |
| Opperdoes        | 24-9-1891  | 1891 | Openbare Gemeenteschool (vergroten)                                                         | School/onderwijzerswoning  | in 1967 afgebroken                       |              |
| Medemblik        | 26-6-1891  | 1891 | Verbetering Oosterbuitenhaven en Oudevaartsgat                                              | Haven                      |                                          |              |